# روز أيلينج إليس
روز لوسيندا أيلينج إليس (مواليد 17 نوفمبر 1994) هي ممثلة بريطانية. ولدت بحالة الصمم منذ الولادة، لغتها الأولى هي لغة الإشارة البريطانية المستخدمة. وهي معروفة للعبها دور فرانكي لويس في قناة بي بي سي في المسلسل الطويل إيست إندرز (2020 إلى الوقت الحاضر)، وكونها أول شخص أصم يشارك ويفوز في هيا بنا نرقص (2021).

## حياتها المبكرة
ولدت أيلينج إليس في 17 نوفمبر 1994، في شيبواي ونشأت في هيث. ولدت كطفلة صماء. شاركت في عطلة نهاية أسبوع تصوير يديرها الجمعية الوطنية للأطفال الصم. خلال عطلة نهاية الأسبوع، قابلت المخرج السينمائي الأصم تيد إيفانز، الذي وظفها لاحقا في فيلمه القصير الحائز على جوائز النهاية. ثم تقدمت بطلب إلى مسرح الشباب الأصم.

## مهنة
كان دور أيلينج إليس الأول في فيلم قصير بعنوان النهاية إخراج المخرج الأصم تيد إيفانز. في فيلم حيث لخص 25 دقيقة قصيرة في الصيف على النحو التالي: «ابتداء من عام 1980، النهاية ويتبعه أربعة أطفال صم فوق 60 عاما».
شاركت في عدد من الإنتاجات المسرحية، بما في ذلك الأم الشجاعة (رويال للصرافة)؛ الإيمان والأمل والإحسان البحث والتطوير (المسرح الوطني) وورشة عمل مالك الحزين (الغنائي هامرسميث). وتشمل الاعتمادات التلفزيونية لها صيف الصواريخ والخسائر. ظهرت في ذا فامبس فيديو موسيقي لـ «منتصف الليل» وفي الفيلم القصير تقريباً مع فيلما جاكسون. شاركت في مسلسل بي بي سي إيست إندرز في عام 2020. كتب شخصيتها في الأصل من قبل الصحفي وكاتب السيناريو الصم تشارلي سوينبورن. أصبحت أيلينج إليس في عام 2021 أول متسابق أصم في برنامج هيا بنا لنرقص على قناة بي بي سي. شاركت في مسلسل التاسعة عشر في سبتمبر 2021، مع المحترف جيوفاني بيرنيس. سجل الثنائي 40 (علامة كاملة) لرقصة التانغو الخاصة بهم في الأسبوع السادس، والتي كانت أول «نتيجة مثالية» في تاريخ العرض. في الأسبوع الثامن، تميزت رقصة الثنائي بفترة من الصمت، ضمنت كتقدير لمجتمع الصم. وصفه القاضي أنطون دو بيك بأنه «أعظم شيء رأيته في العرض على الإطلاق»، وقد أكسبهم جائزة 2021 Heat Unmissables عن أفضل لحظة تلفزيونية لهذا العام. توجوا في 18 ديسمبر.
أصبحت إليس في مايو 2022 أول شخصية مشهورة توقع قصة وقت النوم على سي بيبيز. كشفت في أغسطس 2022 عن أول دمية باربي للصم مزودة بأجهزة سمعية خلف الأذن، والتي تتضمن عددًا من الدمى المتنوعة؛ عملت روز على إنتاج الدمية.

## الحياة الشخصية
في مقابلة مع الجمعية الوطنية للأطفال الصم، أوضحت أيلينج إليس أنها غالبا ما يتعين عليها أداء استخدام علامة المدعومة الإنجليزية (سس) لتعكس أسلوب الاتصال الخاص بها وجعلها واضحة للجمهور. لم يمنعها الصمم من الاستمتاع بالموسيقى، وقالت الجارديان أن الفنانين المفضلين لديها هم دوللي بارتون وستيفي وندر، وأنها معجبة كبيرة ب موسيقى السول.

## فيلموغرافيا
| السنة         | العنوان       | الدور         | ملاحظات       |
| ------------- | ------------- | ------------- | ------------- |
| 2011          | النهاية       | صوفيا         | فيلم قصير     |
| 2015          | تلك الهادئة   | شارلوت        | فيلم قصير     |
| 2017          | الضحايا       | بيانكا سنكلير | 1 حلقة        |
| 2018          | تردد          | جوزفين        | فيلم قصير     |
| 2019          | صيف الصواريخ  | استير         | الدور الرئيسي |
| 2020          | تقريباً        | ساره          | فيلم قصير     |
| 2020 حتى الآن | إيست إندرس    | فرانكي لويس   | سلسلة العادية |
| 2021          | هيا بنا لنرقص | نفسها         | الفائز        |

## الجوائز والترشيحات
| السنة | الجائزة                | الفئة                                        | المرشح / العمل                | النتيجة | Ref.   |
| ----- | ---------------------- | -------------------------------------------- | ----------------------------- | ------- | ------ |
| 2021  | ديجيتال سباي           | أفضل الوافد جديد                             | إيست إندرس                    | Third   | [ 14 ] |
| 2021  | جوائز التلفزيون الوطني | الوافد الجديد                                | إيست إندرس                    | رُشِّح     | [ 15 ] |
| 2021  | جوائز هيت لا تفوت      | لحظة تلفزيون السنة (مشترك مع جيوفاني بيرنيس) | الرقص الصامت على هيا بنا نرقص | فوز     |        |

## روابط خارجية
- روز أيلينج إليس في قاعدة بيانات الأفلام على الإنترنت